# Obszar celny
Obszar celny (terytorium celne) – obszar, na którym obowiązuje jedno prawo celne w związku z czym przemieszczanie towarów w obrębie tego obszaru nie wiąże się z koniecznością ponoszenia opłat celnych (ceł i opłat granicznych).
Obszar celny może obejmować:
- całe terytorium jednego państwa czy kraju, bądź też terytorium państwa wraz z jego terytoriami zależnymi,
- terytorium kilku państw – unia celna, na podstawie umowy międzynarodowej (np. terytorium Unii Europejskiej),
- mniejszy, wydzielony obszar – strefę wolnocłową, skład celny i inne tego typu obszary, tworzone na podstawie przepisów prawa miejscowego.